# 帕多瓦的圣安多尼圣殿 (伊斯坦布尔)

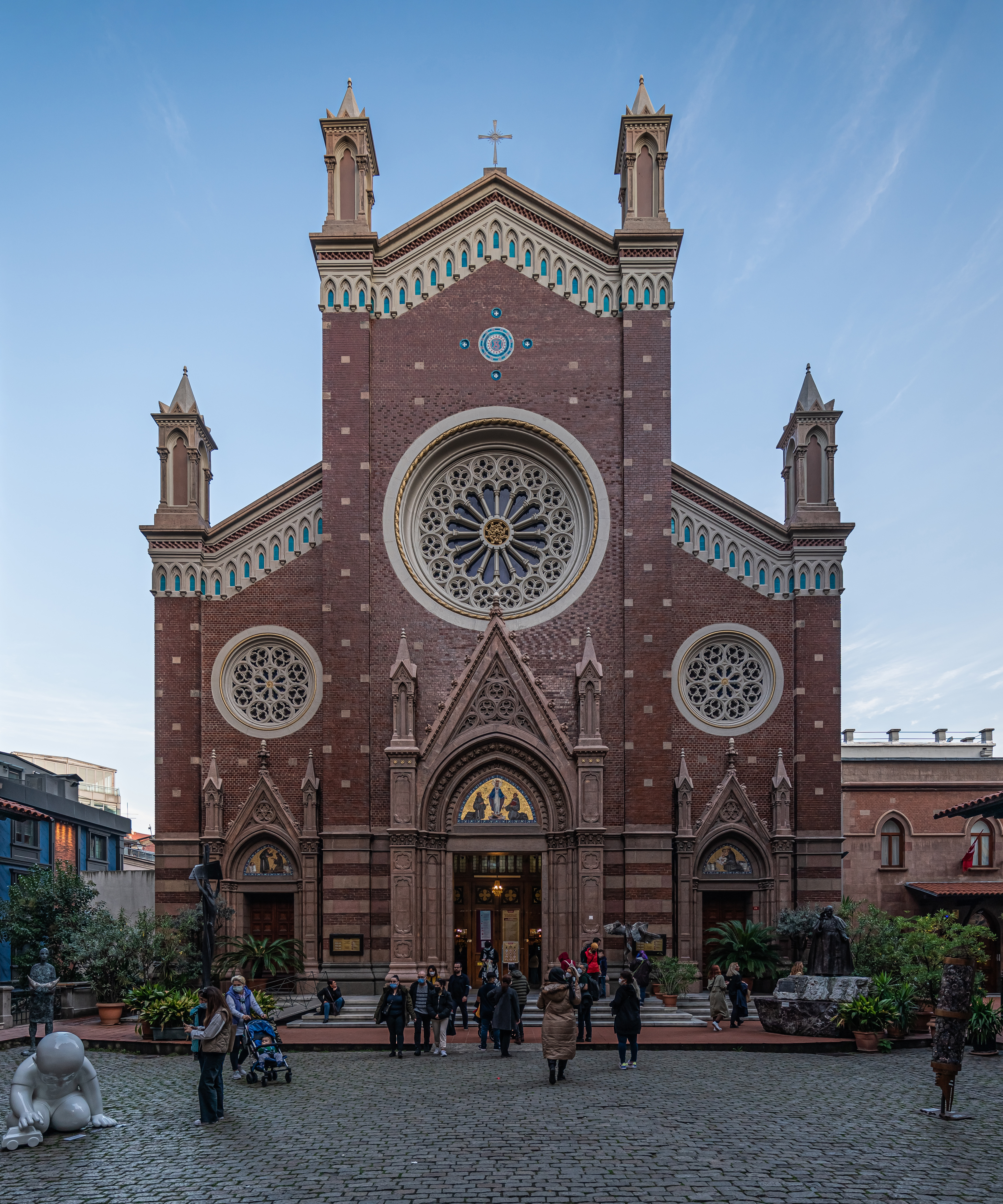
帕多瓦的圣安多尼圣殿

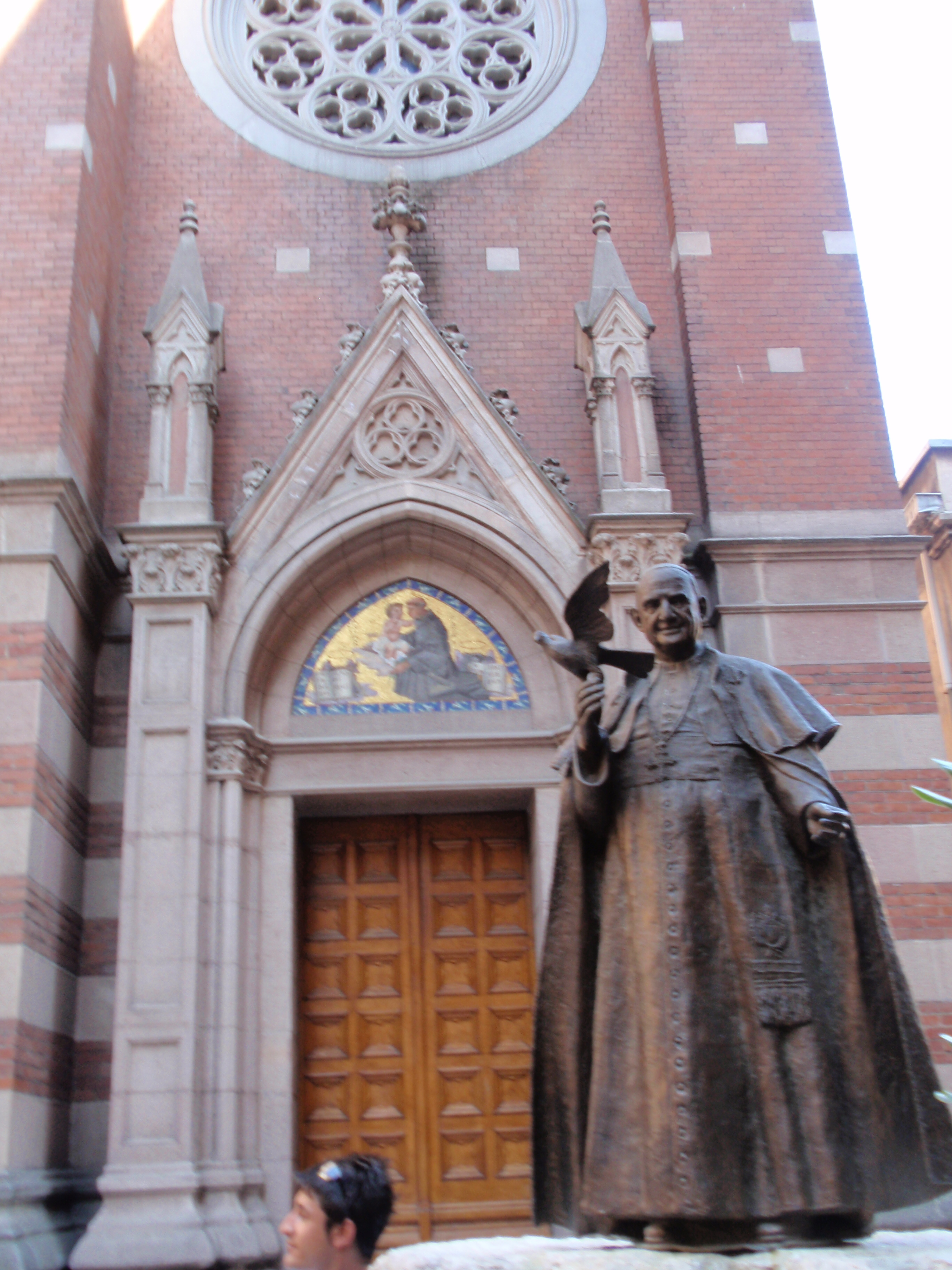
若望二十三世

伊斯坦布尔帕多瓦的圣安多尼圣殿（St. Antuan Katolik Kilisesi）是土耳其伊斯坦布尔最大的罗马天主教教堂，位于贝伊奥卢区（Beyoğlu）的独立大街。
相比哈比耶区的圣神主教座堂（1846年），贝伊奥卢区的法国圣王路易堂（1581年）和Santa Maria Draperis，加拉塔区的圣伯多禄圣保禄堂（1841年），卡德柯伊区的圣母升天堂，耶希尔柯伊区的圣斯德望堂和巴克尔柯伊区的巴克尔柯伊教堂，帕多瓦的圣安多尼圣殿是伊斯坦布尔最重要的天主教堂，会中人数最为众多。
原来的帕多瓦的圣安多尼圣殿由伊斯坦布尔的意大利人，主要是热那亚和威尼斯血统（20世纪初共有4万人），兴建于1725年，后来被拆，1906年到1912年在原址兴建了目前的建筑，威尼斯新哥特式风格。建筑师是朱利奥·蒙盖里，伊斯坦布尔和安卡拉许多其他重要建筑也是由他设计，例如伊斯坦布尔尼尚坦石区（Nişantaşı）的马奇卡宫（Maçka Palas，阿玛尼、古奇入驻）和加拉塔区新拜占庭式风格的卡拉柯伊宫银行大楼，以及土耳其银行在安卡拉的第一个总部。 
该教堂是由意大利神父主持。星期六弥撒使用意大利语，19时开始，周日弥撒，上午九时三十分使用波兰语，上午10时使用英语，17时使用土耳其语，周二弥撒使用土耳其语，11时开始。周一至周五弥撒使用英语，上午8时开始。
若望二十三世在当选教宗之前，曾在这座教堂布道10年，当时他是梵蒂冈驻土耳其大使。他在土耳其获得绰号“土耳其教宗”，因为他的土耳其语很流利，而且常常表达对土耳其和伊斯坦布尔的爱。